# Черкаський музичний коледж ім. С. С. Гулака-Артемовського

Схематичне роташування

Черкаський музичний фаховий коледж ім. С. С. Гулака-Артемовського — (повна назва - Комунальний заклад фахової передвищої освіти "Черкаський музичний фаховий коледж ім. С.С. Гулака-Артемовського Черкаської обласної ради") комунальний заклад фахової передвищої освіти у місті Черкаси, який готує фахівців спеціальності 025 Музичне мистецтво. До 2020 мав назву Черка́ське музи́чне учи́лище ім. С.С. Гула́ка-Артемо́вського.

## Історія
Засновано училище у 1961 році. З початку базувалось у трьох класах напівпідвального приміщення дитячої музичної школи № 1 міста Черкаси. Отримало нове приміщення після зведення сучасної добудови до старої будівлі колишньої чоловічої гімназії, яка є архітектурним спадком В. В. Городецького і зведена у 1903. У 1986 році Черкаському музичному училищу присвоєно ім'я видатного українського співака і композитора С. С. Гулака-Артемовського.
Біля центрального входу до училища 18 січня 2019 року було встановлено Пам'ятник митрополитові Василю Липківському. В урочистостях взяли участь Президент України Петро Порошенко і митрополит Православної церкви України Епіфаній. 2020 року заклад перейменований у коледж.

## Діяльність
Черкаський музичний фаховий коледж ім. С.С. Гулака-Артемовського випускає фахівців за спеціалізаціями:
- фортепіано;
- оркестрові струнні інструменти;
- оркестрові духові та ударні інструменти;
- народні інструменти;
- хорове диригування;
- академічний спів;
- теорія музики;
- музичне мистецтво естради.

## Викладачі
Серед виклалачів:
- Сергій Анатолійович Удод — викладач класу тромбона, соліст Черкаського симфонічного оркестру;
- Олександр Олександрович Лісун — викладач класу тромбон (до 2011 року);
- Валентина Яківна Саввопуло — Народна артистка України, кавалер ордена княгині Ольги;
- Олександр Миколайович Дяченко — Заслужений діяч мистецтв України;
- Красавіна Лариса Миколаївна — Заслужений працівник культури України[3];
- Валентин Іванович Хороший — Заслужений працівник культури України;
- Володимир Васильович Бреславський — Заслужений працівник культури України;
- Микола Федорович Євпак - Заслужений працівник культури України;
- Конощенко Володимир Федорович — Заслужений працівник культури України

тощо.

## Музичні колективи
Серед музичних колективів училища:
- симфонічний оркестр (керівник — О. Дяченко);
- хор (керівник — С. Кладій);
- оркестр народних інструментів (керівник — І. Дяченко);
- духовий оркестр (керівник — В. Бреславський);
- ансамбль бандуристів (керівник — В. Луньова);
- ансамбль гітаристів (керівник Г. Ковальова);
- біг-бенд (керівник — М. Євпак);
- хор студентів естрадного відділу (керівник — Н. Шмараєва-Гожа) та ін.

## Відомі випускники
За майже півстолітню історію діяльності в стінах коледжу підготовлено понад 6 тисяч молодих спеціалістів. Серед них — більше 300 лауреатів міжнародних, всеукраїнських, міжрегіональних конкурсів виконавців, відомі музиканти-виконавці, вокалісти, керівники мистецьких колективів, драматичні артисти, музичні педагоги, зокрема:
- Ю. Власенко — професор Московської
консерваторії ім. П. І. Чайковського;
- В. Замула — володар Кубка Світу серед акордеоністів;
- Л. Зайнчківська — народна артистка України;
- С. Проскурня — режисер, театральний діяч;
- О. Бондаренко — хоровий диригент, заслужений діяч мистецтв України;
- О. Стадник — заслужений діяч мистецтв України, художній керівник та головний диригент Державного академічного Волинського народного хору;
- С. Савченко — флейтист, концертмейстер групи флейт Симфонічного оркестру Держтелерадіо України.
- В. Боюнець — домбрист, артист Національного академічного оркестру народних інструментів;
- Л. Шумська — хоровий диригент, заслужений діяч мистецтв України, професор.
- брати Осичнюки - рок-гурт "Спів Братів"

## Галерея

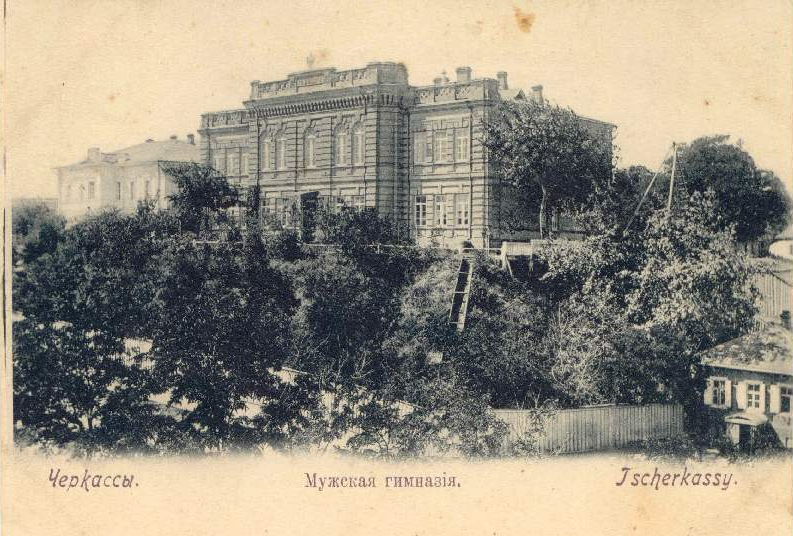
Старовинна частина училища (1910).
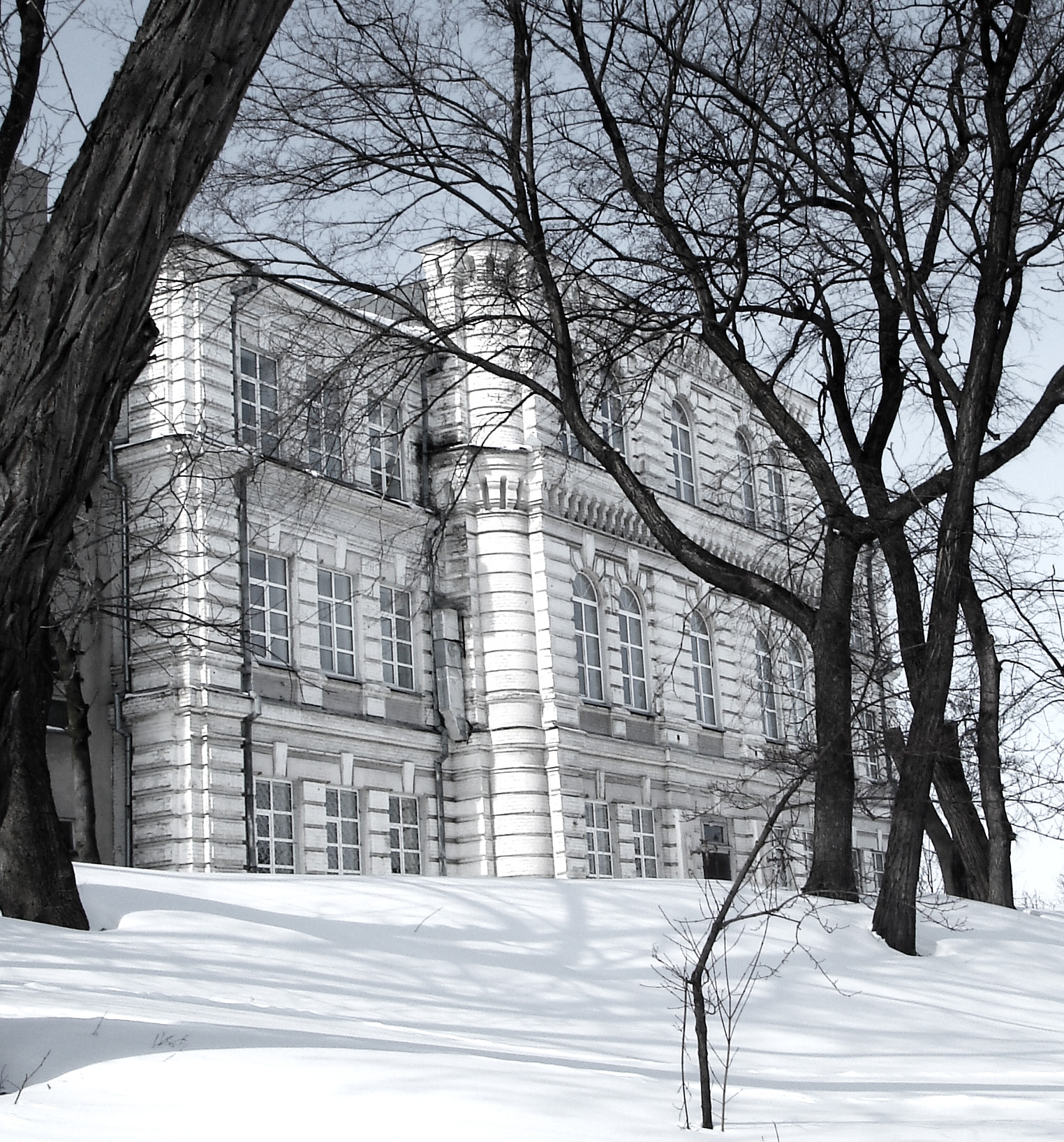
Старовинна частина училища (2010)